# ثيو مارتينز
ثيو مارتينز (بالإنجليزية: Theo Martins) هو منتج أسطوانات ومغن مؤلف أمريكي، ولد في 1987 في بروفيدنس في الولايات المتحدة.

## وصلات خارجية
- ثيو مارتينز على موقع IMDb (الإنجليزية)
- ثيو مارتينز على موقع ميوزك برينز (الإنجليزية)